# جيسيكا ستروب
جيسيكا ستروب (بالإنجليزية: Jessica Stroup)‏ (مواليد 23 أكتوبر 1986) هي ممثلة وعارضة أزياء أميركية. ستروب معروفة عن دورها كإيرين سيلفر في بيفرلي هيلز، 90210.

## الحياة الشخصية
جيسيكا ستروب ولدت في 23 تشرين الأول، 1986 في أندرسون، ولاية كارولينا الجنوبية. وأمضت طفولتها في شارلوت قي ولاية كارولاينا الشمالية. وكانت والدة صديق لجيسيكا ملكة جمال ولاية كارولينا الشمالية سابقا، وشجعت جيسيكا لمتابعة مهنة عرض الأزياء. ولها أخ أكبر، ديف ستروب. وكان والداها صارمين جداً ولكن لا يزال يؤيد تطلعاتها. تخرجت من مدرسة بروفيدانس العليا في عام 2004. في سن ال 17 عرض على جيسيكا منحة للدراسة بجامعة جورجيا، ولكن رفضت ذلك من أجل مواصلة مهنة التمثيل. ثم انتقلت إلى لوس انجلس، كاليفورنيا، حيث تقيم حاليا. وهي حاليا تواعد النجم السابق ل90210 داستن ميليجان.
هواياتها هي الخروج مع صديقاتها، والتصوير الفوتوغرافي وتويتينغ.

## مهنة
ستروب بدأت عرض الازياء عندما كان عمرها 15 عاما ومثلت عندما كان عمرها 18. أول دور لها كانت ضيف شرف على نيكلوديون المسلسل المشهور للاطفال غير رائع بعد ذلك، ستروب ادت دور صغير في فيلم تلفزيوني على شبكة سي بي اس الخفاش مصاص دماء. كما أنها لعبت دورا رئيسيا في فيلم تلفزيوني جنوب الراحة. ستروب كانت ستلعب دور زوي قي فيلم سأكون دائما في معرفة ماذا فعلت الصيف الماضي لكنها اضطرت إلى تركه بسبب تضارب المواعيد المقررة. وفقا ل أي ام دى ببى ستروب كانت مرشحة لدور في عام 2008 فيلم الرعب "يوم كذبة أبريل". في عام 2008 انضمت إلى سلسلة 90210 قي دور ايرين سيلفر، الشقيقة الصغرى لديفيد سيلفر وكيلي تايلور، وهو التمرد الذي ينتج والنجوم في سلسلة فيديو يوتيوب.
أول فيلم روائي طويل هو مدرسة للأوغاد. شاركت في البطولة في عام 2007 فيلم التلال لديها عيون الجزء الثاني. في عام 2008 ولعبت دور كلير في طبعة جديدة من بروم نايت. كما أنها ظهرت في فيلم بروكن، حيث كان قي الفيلم قبلة مع هيذر غراهام وشاركت في وقت لاحق مع النجم الذي شاركها بطولة بروم نايت، إدريس إلبا في فيلم عيد الميلاد هذا العام.
على مدى السنوات ظهرت جيسيكا في العديد من الإعلانات التجارية، بما في ذلك المواقع لفريق هوندا، وفالفيتاو تارجت. وكان المظهر التجاري الأكثر شهرة كان باسم «فتاة دينتين» في دعاية لجليد دنتين،جيسيكا سوف تتألق في العودة للوطن، وهو فيلم نفسي، جنبا إلى جنب مع ميشا بارتون ومات لونج، وهذا سيكون قي يوليو 2009.

## أفضل اصدقاء
جيسيكا هو شينى غرايمز، جيسيكا لاوندز وانيليان ماكورد.هي أيضا على صلة وثيقة مع لورين لندن وتوري ديفيتو

## قائمة أعمالها
Freedom H.U.D (قصير) (ما بعد الإنتاج)
2019 قلب الحياة (فيلم تلفزيوني) ....الكسندرا ريد
2017-2018 القبضة الحديدية (مسلسل تلفزيوني) ....جوي ميتشوم
مبارزة من حديد (2018) ... Joy Meachum
حرب بلا نهاية (2018) ... Joy Meachum
قلعة على حافة الانتقام (2018) ... Joy Meachum
Morning of the Mindstorm (2018) ... Joy Meachum
التنين يموت عند الفجر (2018) ... Joy Meachum(عرض جميع الحلقات الـ 23)
2017 أنت الأسوأ (مسلسل تلفزيوني).... يونغ فاي
Dad-Not-Dad (2017 ... يونغ فاي
نجم العالم! (2017) ... يونغ فاي
2016 جاك ريشر: لن تعود أبدًا....الملازم سوليفان
2016 / II شباب (قصير) ....أليس
2014-2015 ما يلي (مسلسل تلفزيوني) ...ماكس هاردي
الحساب (2015) ... ماكس هاردي
ميت أو حي (2015) ... ماكس هاردي-
صفقة بسيطة (2015) ... ماكس هاردي
الحافة (2015) ... ماكس هاردي
الشياطين (2015) ... ماكس هاردي
اعرض كل 30 حلقة
2008-201390210 (مسلسل تلفزيوني)...ايرين سيلفر
كلنا نسقط (2013) ... ايرين سيلفر
فضيحة رويال (2013) ... ايرين سيلفر
لا يمكنك الفوز بالجميع (2013) ... إيرين سيلفر
إمباير ستيت سترايك باك (2013) ... إيرين سيلفر
بورتريه الفنانة كفتاة نداء صغيرة (2013) ... ايرين سيلفر
عرض جميع الحلقات الـ 114
2011-2013 Family Guy (مسلسل تلفزيوني...دينيس
عيد الحب في Quahog (2013 ... دينيس (صوت، غير معتمد)
(Tiegs for Two (2011 ... دينيس (صوت)
أصدقاء بيتر ج. (2011) ... دينيس (صوت)
2012 تيد...تريسي
2012 ثمانية ونصف: Go Ego - فيديو موسيقي (فيديو قصير)
2011 مارسي (مسلسل تلفزيوني)...جيسيكا
مارسي يقوم بحفلة بركة (2011) ... جيسيكا
2010 مرحبا جوني
| السنة                   | العنوان      | دور                      | ملاحظات                                  |
| ----------------------- | ------------ | ------------------------ | ---------------------------------------- |
| 2009                    | العودة للوطن | اليزابيث Mitchum         | الدور الرئيسي                            |
| المخبرون                | راشيل        | دور ثانوي                |                                          |
| 2008                    | صحيح الدم    | منظمتنا فتاة (ضيف الشرف) | الحلقة. غريب الحب                        |
| 90210                   |              | ايرين "سيلفر" سيلفر      | (2008—الوقت الحاضر) (24 حلقة)            |
| بروم نايت               |              | كلير                     | دوره الكبير                              |
| 2007                    | المفغرة      | كادي                     | (2007—2008) (4 حلقات)                    |
| عيد الميلاد هذا العام   |              | ساندي                    | شبه دورا رئيسيا.                         |
| التلال لديه عيون الثاني |              | PV2 العنبر جونسون        | دوره الكبير                              |
| أكتوبر رود              | تايلور       |                          | الحلقة. مرة واحدة حول الكتلة             |
| غريز أناتومي            |              | جيليان ميلر              | الحلقة. توقعات كبيرة                     |
| 2006                    | المكسور      | سارة                     | دور ثانوي                                |
| مدرسة للأوغاد           |              | ايلي زوجه                | دور ثانوي                                |
| اليسار في الظلام        |              | جوستين                   | دور ثانوي                                |
| جنوب الراحة             |              | ليندي                    | دوره الكبير                              |
| نصلي من أجل صباح        |              | اشلي                     | دوره الكبير                              |
| Zoey 101                |              | فتاة                     | الحلقة. لولا يحب تشيس                    |
| الصديقات                |              | رايلي                    | الحلقة. أوه، نعم الجحيم: الحلقة الدراسية |
| 2005                    | غير رائع     | Fredericka               | الحلقة. في رحلة على الطريق               |
| مصاص دماء الخفافيش      |              | عدن                      | دور ثانوي                                |

## وصلات خارجية
- جيسيكا ستروب على موقع IMDb (الإنجليزية)
- جيسيكا ستروب على موقع ألو سيني (الفرنسية)
- جيسيكا ستروب على موقع أول موفي (الإنجليزية)
- جيسيكا ستروب على موقع قاعدة بيانات الأفلام السويدية (السويدية)
- جيسيكا ستروب على موقع إن إن دي بي (الإنجليزية)
- جيسيكا ستروب على موقع قاعدة بيانات الفيلم (الإنجليزية)
- جيسيكا ستروب على موقع كينوبويسك (الروسية)